# Kronprinzenpalais (Berlin)

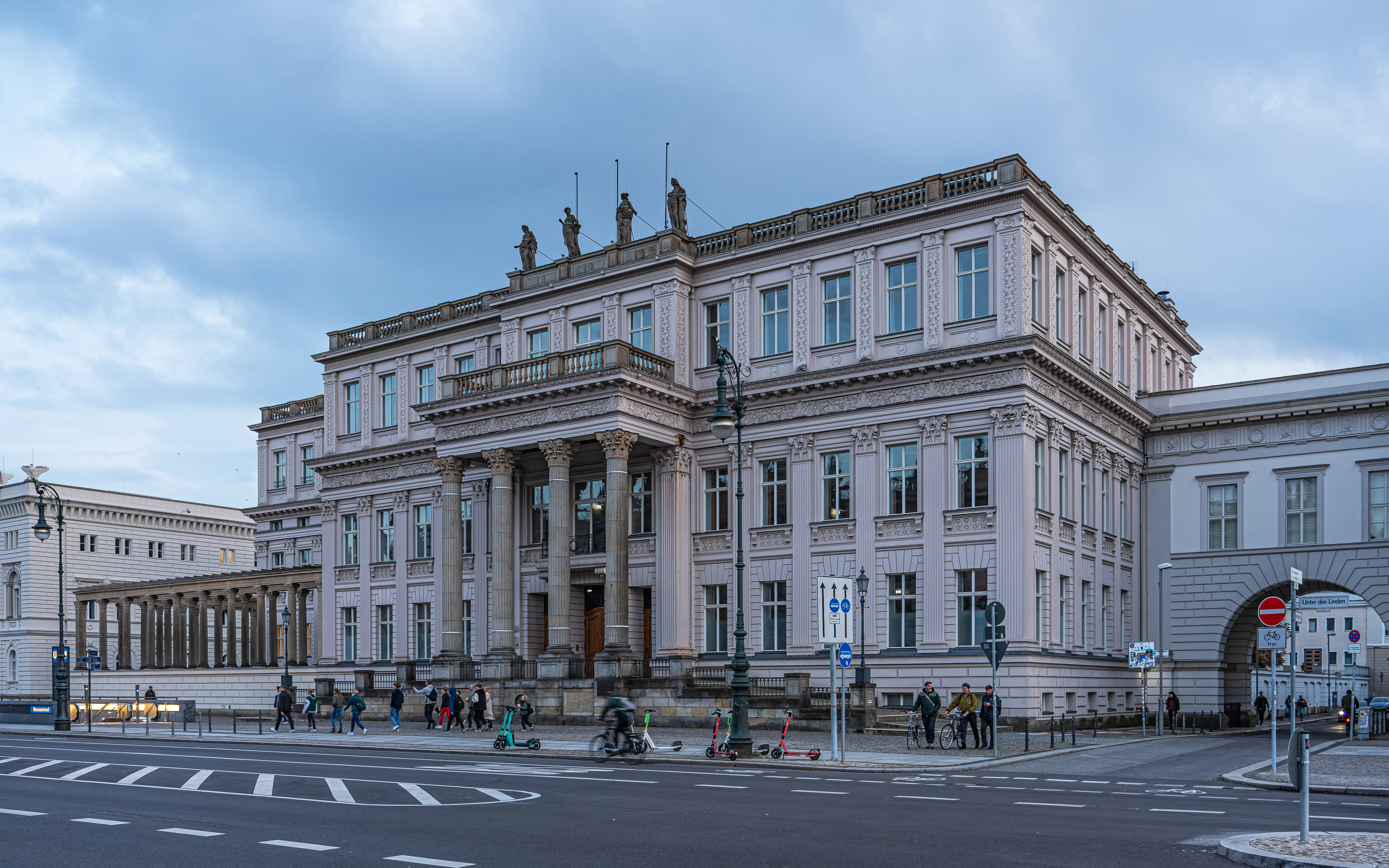
Kronprinzenpalais

Das Kronprinzenpalais ist ein Baudenkmal am Boulevard Unter den Linden 3 im Berliner Ortsteil Mitte und Teil des Forum Fridericianum. Es wurde im Jahr 1663 von einem unbekannten Baumeister errichtet und zuletzt 1857 von Heinrich Strack im Stil des Klassizismus umgebaut. Im Zweiten Weltkrieg ausgebrannt und 1961 abgerissen, wurde es 1968–1970 von Richard Paulick als Palais Unter den Linden rekonstruiert. Am 31. August 1990 wurde im Kronprinzenpalais der Einigungsvertrag zwischen der Bundesrepublik Deutschland und der Deutschen Demokratischen Republik unterzeichnet.

## Bau und Nutzung bis 1918

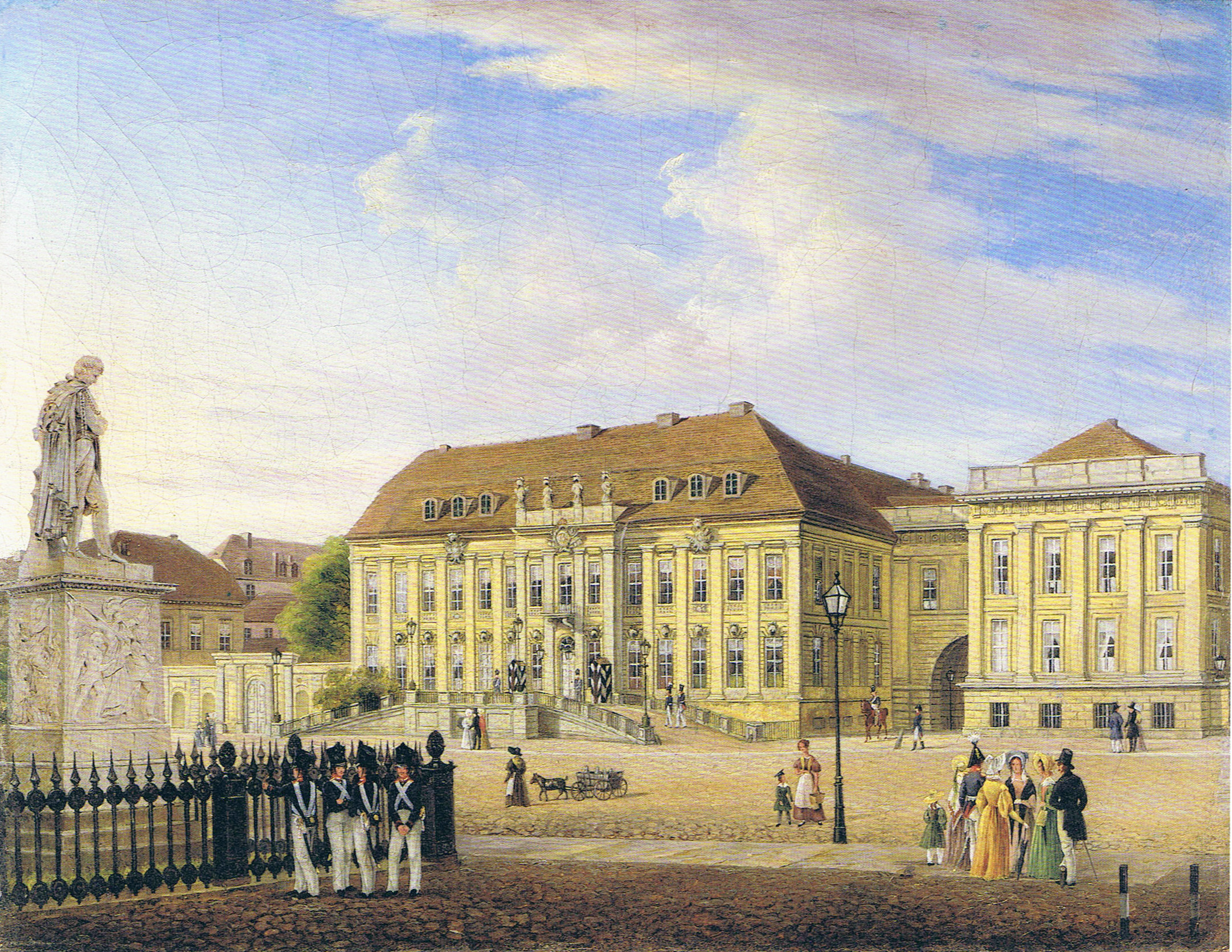
Das Königliche Palais im Jahr 1838, Ölgemälde von Carl Daniel Freydanck

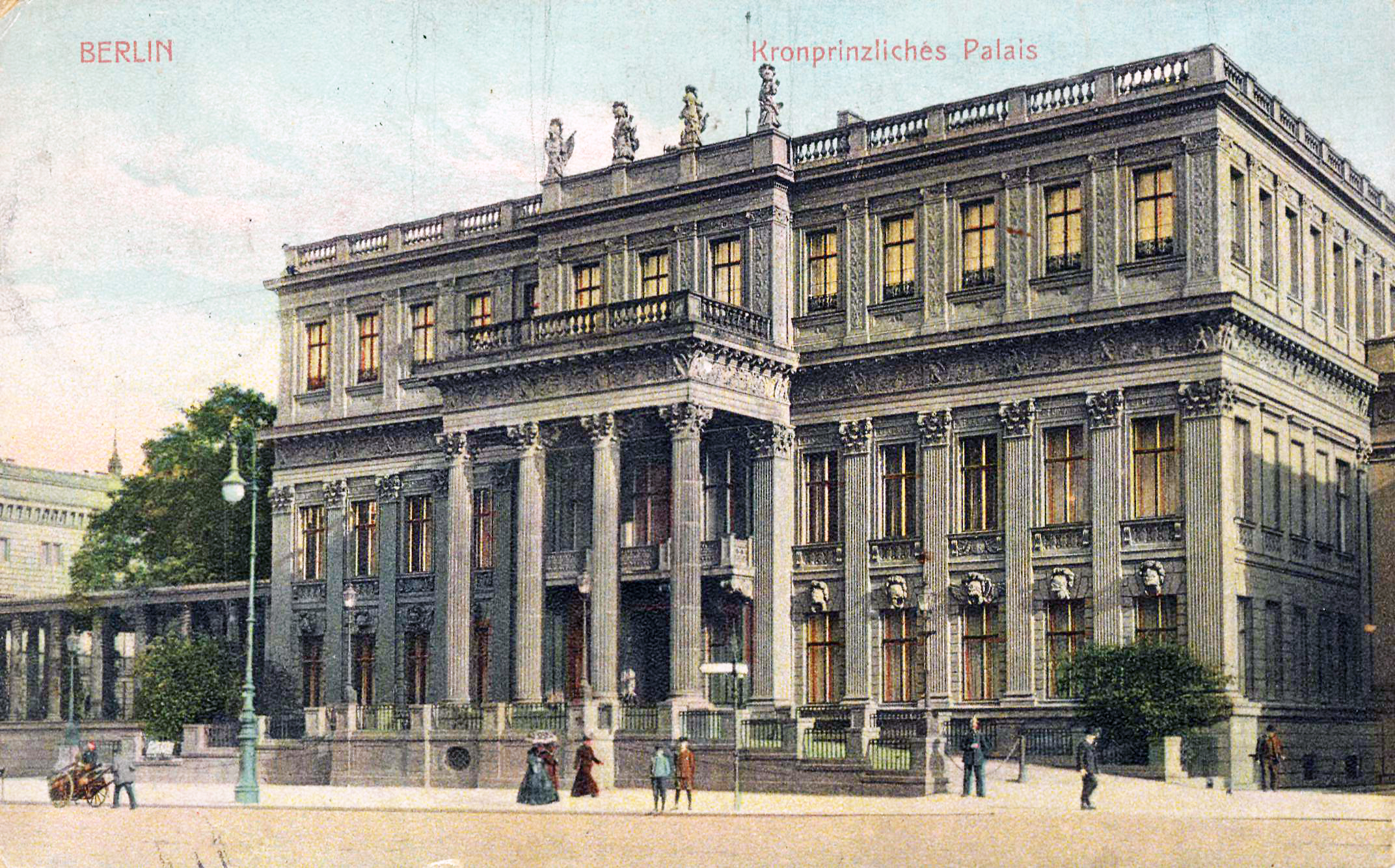
Das 1857 durch Heinrich Strack umgebaute Palais

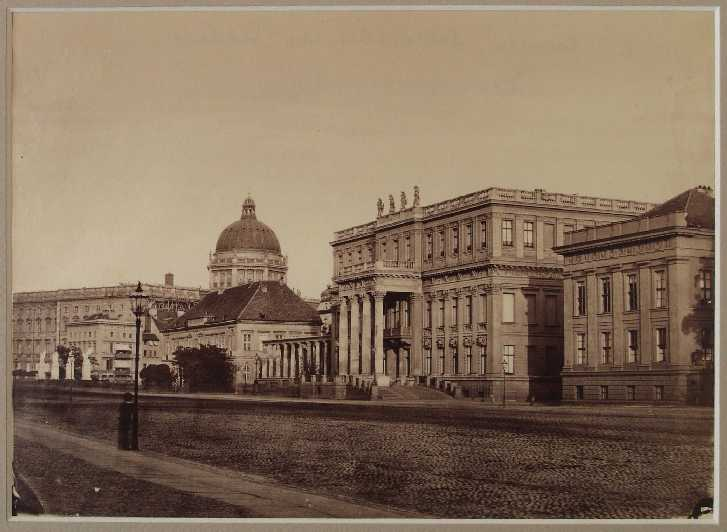
Das Kronprinzenpalais nach dem Umbau, neben den weiteren Bauwerken Unter den Linden, 1857

Das Palais wurde 1663 von einem unbekannten Baumeister als Privathaus des Kabinettsekretärs Johann Martitz errichtet. Von 1706 bis 1732 diente das Palais als Dienstwohnung für den Gouverneur von Berlin. 1732 wurde es von Philipp Gerlach zu einem Barockpalais mit Auffahrtsrampe und Mittelrisalit für den Kronprinzen, den späteren König Friedrich II., umgebaut, während der Sitz des Gouverneurs in das Gouverneurshaus verlegt wurde. Friedrich bewohnte das Palais mit seiner Frau Elisabeth Christine nur während der kurzen Aufenthalte in Berlin bis zu seiner Thronbesteigung im Jahre 1740. Danach richtete er sich eine Wohnung im Berliner Schloss ein und übergab 1742 das Palais seinem Bruder August Wilhelm (1722–1758), dessen Witwe es bis 1780 benutzte.
Nach Renovierung und Neueinrichtung bewohnte es seit 1793 das Kronprinzenpaar Friedrich Wilhelm und Luise mit seinen Kindern und der Gräfin Voss. Für Friedrich Wilhelm war es über seine Thronbesteigung im Jahr 1797 hinaus 43 Jahre lang bis zu seinem Tod 1840 der Berliner Wohnsitz. Zwischen 1795 und 1797 fertigte der Bildhauer Johann Gottfried Schadow im Kronprinzenpalais die Prinzessinnengruppe an, ein Doppelstandbild der Prinzessinnen Luise und Friederike von Preußen. Luise brachte 1795 und 1797 im Palais zwei spätere Herrscher zur Welt: König Friedrich Wilhelm IV. und Kaiser Wilhelm I. Nachdem der damals noch unbekannte Karl Friedrich Schinkel um 1809 mehrere Zimmer des Palais neu gestaltet hatte, beauftragte Friedrich Wilhelm III. ihn, eine die Oberwallstraße überbrückende Verbindung zum benachbarten Prinzessinnenpalais zu errichten, in dem seine drei Töchter dann lebten. Von 1797 bis 1840 hieß das Gebäude Königliches Palais, nach 1840 ehemaliges königliches Palais. Nach dem Tod Friedrich Wilhelms III. im Jahre 1840 bewohnte zunächst kein Mitglied der königlichen Familie das Haus.
Beim Regierungsantritt des kinderlosen Königs Friedrich Wilhelms IV. war 1840 sein jüngerer Bruder Wilhelm als Prinz von Preußen zu seinem Nachfolger bestimmt worden. In den Jahren 1856–1857 baute Johann Heinrich Strack das Palais grundlegend für dessen nunmehr mit Victoria von Großbritannien und Irland verheirateten Sohn Prinz Friedrich Wilhelm um. Strack ersetzte das ursprüngliche Mansarddach durch ein drittes Geschoss und überzog die barocke Fassade, deren Grundstruktur mit den kolossalen Pilastern und dem starken Gebälk er beibehielt, mit klassizistischer Ornamentik und versah den Eingangsbereich mit einem Säulenportikus mit Balkon. Außerdem baute er östlich einen zurückgesetzten Seitentrakt und umgab ihn mit einer Kolonnade zu den Linden und entlang der Niederlagstraße. Auf den Umbau durch Strack geht sein heutiges Aussehen zurück.
Am 27. Januar 1859 brachte Victoria im Palais in einer schweren Geburt Wilhelm II., den letzten deutschen Kaiser, zur Welt. Das Palais des Prinzen Friedrich Wilhelm hieß, nachdem dieser 1861 durch die Thronbesteigung seines Vaters Kronprinz geworden war, erneut Kronprinzenpalais.
Das Kronprinzenpaar pflegte in seinem Palais regelmäßig Umgang mit Künstlern und Gelehrten, darunter Heinrich von Angeli, Anton von Werner und Adolph von Menzel. Der östliche Seitenflügel erhielt eine Reihe von gründerzeitlichen Festräumen, darunter 1883 einen Speisesaal im Stil Andreas Schlüters und einen klassizistischen Tanzsaal. Nach dem Tod Friedrichs III., der 1888 nur 99 Tage als Kaiser regiert hatte, stand es als Palais der Kaiserin Friedrich meist leer, da Victoria sich auf ihr neues Schloss Friedrichshof zurückgezogen hatte. Erst der letzte preußische Kronprinz Wilhelm nutzte es mit Kronprinzessin Cecilie seit 1905 in den Wintermonaten unter der Bezeichnung Kronprinzenpalais als Berliner Wohnhaus.
Während der Novemberrevolution 1918 wandten sich die Anführer der revolutionären Bewegung von der Rampe des Kronprinzenpalais an die Massen. Nach der Abschaffung der Monarchie kam das Palais in den Besitz des preußischen Staates, der es 1919 der Berliner Nationalgalerie übergab.

## Neue Abteilung der Nationalgalerie Berlin

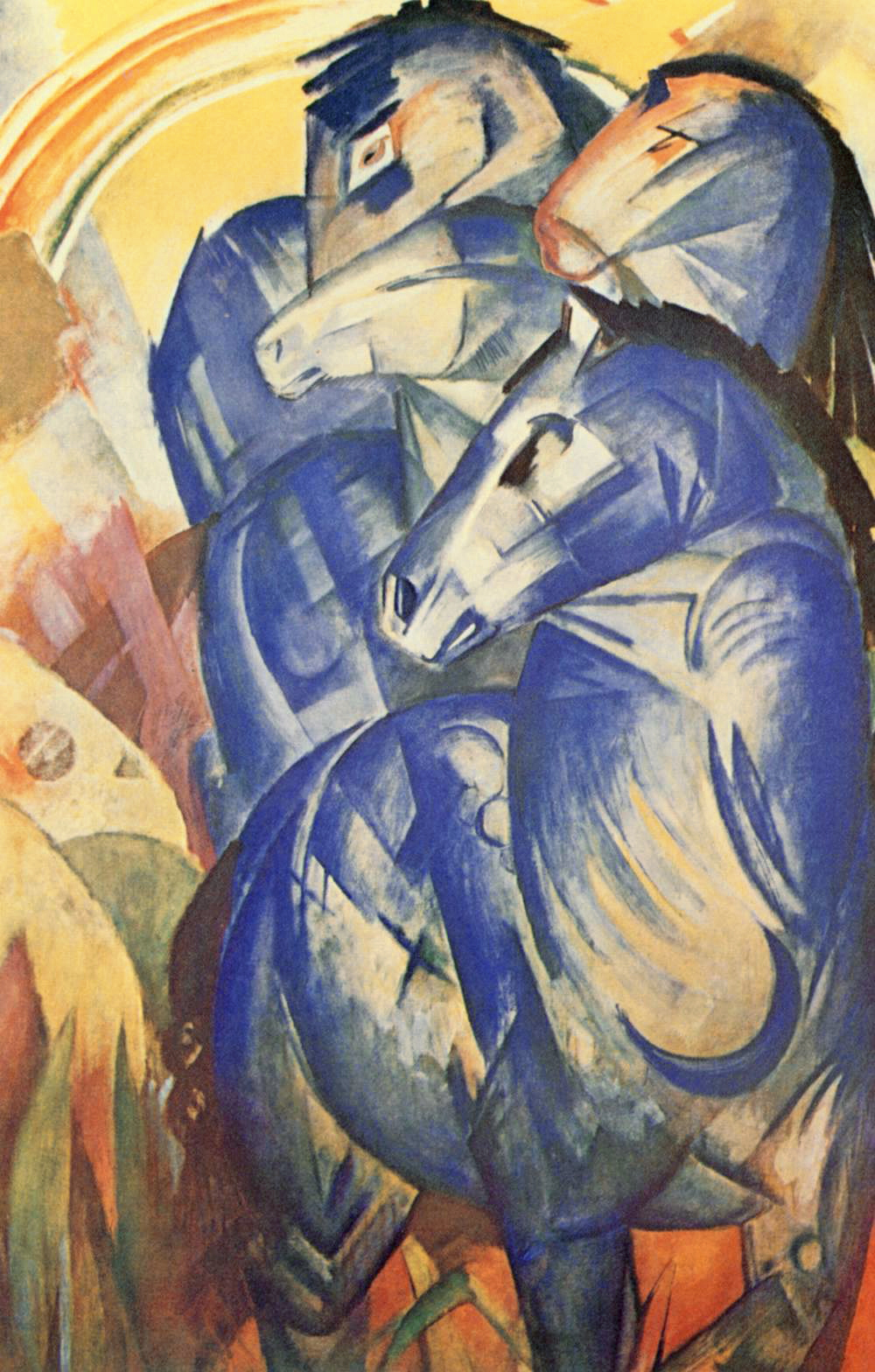
Der Turm der blauen Pferde von Franz Marc wurde bis 1937 im Kronprinzenpalais gezeigt

Ludwig Justi richtete 1919 im Kronprinzenpalais die Neue Abteilung der Nationalgalerie Berlin ein, die hier – zuletzt unter Einschränkungen – bis 1937 zu sehen war.
Am 4. August 1919 wurde die Galerie der Lebenden eröffnet. 150 Gemälde und Skulpturen der französischen Impressionisten sowie Werke der Berliner Secession wurden aus der Nationalgalerie ins umgebaute Palais übernommen. Im Obergeschoss wurden die Dresdner Brücke-Künstler und andere Expressionisten gezeigt. Mit diesem weltweit einzigartigen ständigen Ausstellungsraum für die Kunst der Moderne kreierte Ludwig Justi den bis heute aktuellen Typ des Museums für zeitgenössische Kunst und diente mit seiner „Experimentiergalerie“ anderen Museen wie dem Museum of Modern Art (MoMA) in New York als Vorbild.
1933 ordnete Reichskanzler Adolf Hitler eine „Säuberung“ an. Die Entwicklung des Kronprinzenpalais wurde jäh unterbrochen. Im Mai 1936 wurden auf Anweisung der Gestapo konfiszierte Werke moderner Kunst im Heizungskeller des Hauses verbrannt. 1936 wurde das obere Stockwerk mit Malereien und Plastiken der deutschen Expressionisten geschlossen. Am 7. Juli 1937 wurden aus dem Kronprinzenpalais 435 Werke beschlagnahmt, darunter 100 expressionistische Werke, um sie für die am 19. Juli 1937 eröffnete Münchner Ausstellung „Entartete Kunst“ zu rekrutieren. Noch im selben Monat wurde über einen Großteil der expressionistischen Gemälde das Verdikt der „Verfallskunst“ gefällt. Damit endete die glanzvolle Zeit dieser weltweit einzigartigen Sammlung.
Im Jahre 1937 zog die Preußische Akademie der Künste ins Kronprinzenpalais ein, weil diese ihren Sitz im Palais Arnim am Pariser Platz für den Generalbauinspektor für die Reichshauptstadt räumen musste. Auch der Direktor des Schauspielhauses, Gustaf Gründgens, hatte temporär sein Büro im Kronprinzenpalais.
Im Zweiten Weltkrieg zerstörte am 18. März 1945 ein alliierter Luftangriff das Palais bis auf die Außenmauern. Die Ruine wurde 1961 abgetragen. Die ehemaligen Wand- und Deckenmalereien des Palais sind durch das Historische Farbdiaarchiv hervorragend dokumentiert.

## Wiederaufbau und Nutzung seit 1968

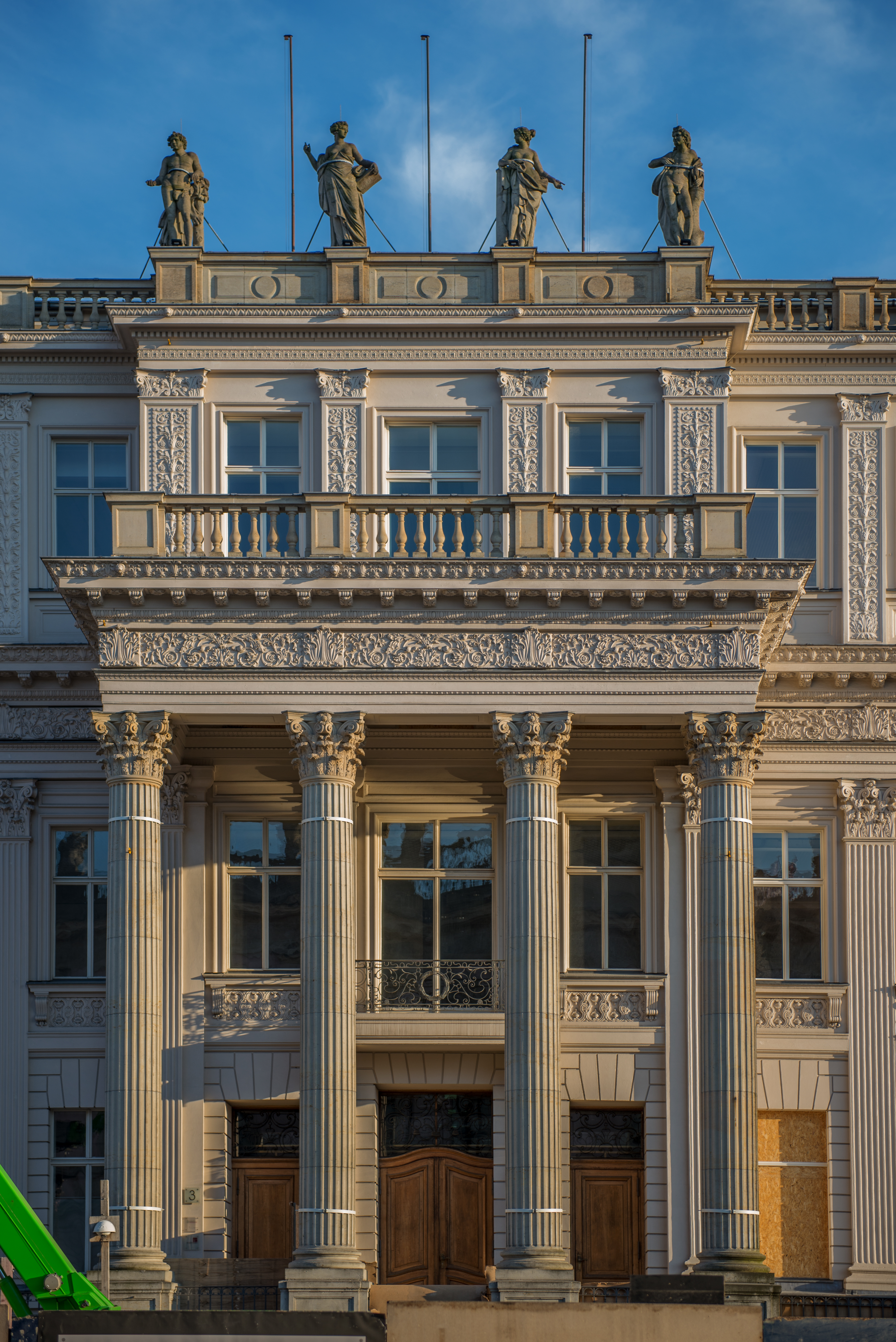
Mittelrisalit des Kronprinzenpalais, 2017

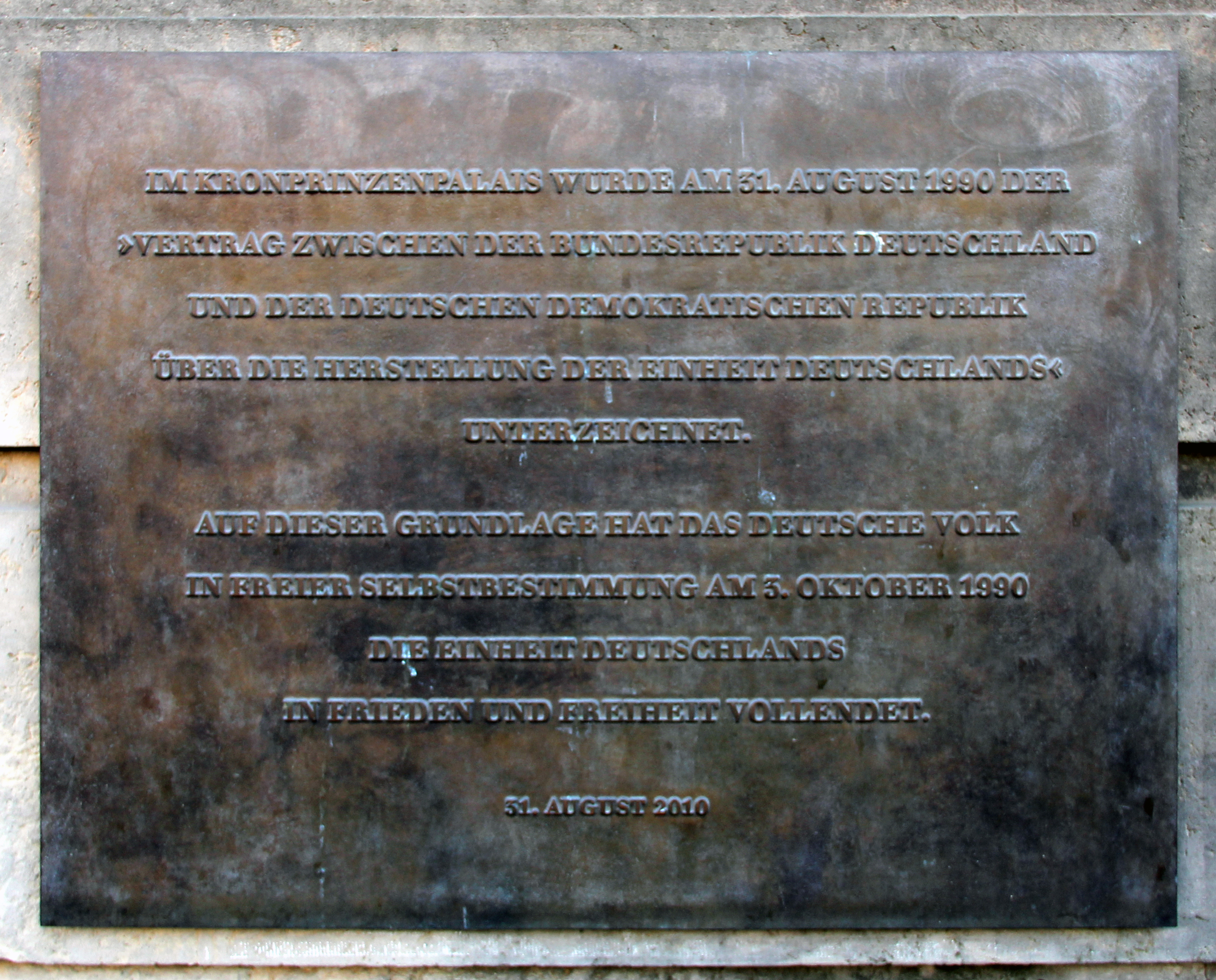
Gedenktafel zum Einigungsvertrag

In den Jahren 1968–1970 baute Richard Paulick das Kronprinzenpalais unter dem Namen Palais Unter den Linden in gegenüber dem Vorkriegszustand veränderter Form wieder auf. Dabei erhöhte er den Seitenflügel um ein Stockwerk und verschmälerte den Balkon im ersten Obergeschoss auf eine Fensterachse. Der aufgestockte Seitenflügel sollte dafür sorgen, dass das dreigeschossige Palais Unter den Linden vor dem Hintergrund des 44 Meter hohen Ministeriums für Auswärtige Angelegenheiten der DDR optisch nicht erdrückt wurde. Die kolossalen Pilaster wurden, anders als im Vorgängerbau, auch an der östlichen Fassade gegenüber des Prinzessinnenpalais' fortgeführt. Auf die römischen Legionärshelme über den Fenstern im Eingangsgeschoss wurde ebenso verzichtet wie auf die Adlerplastiken am Akanthusfries zwischen dem ersten und zweiten Obergeschoss. Weiterhin ersetzte Paulick den Trophäenschmuck über dem Mittelrisalit durch Götterskulpturen. Die Innenräume wurden entsprechend der Nutzung als Gästehaus des Magistrats von Ost-Berlin in moderner Form ausgestattet. Den Garten des Kronprinzenpalais schloss Paulick mit der Gaststätte „Schinkelklause“ ab, die heute als Schinkelpavillon für Kunstausstellungen genutzt wird. An der Fassade wurden das linke Bronzeportal und mehrere Terrakottaplatten der 1962 abgerissenen Bauakademie von Karl Friedrich Schinkel angebracht.
Der über Straßenniveau liegende Garten des Kronprinzenpalais, unter dem sich eine Tiefgarage befindet, wurde 1969–1970 nach Plänen von Walter Hinkefuß angelegt und erstreckt sich von der Niederlagstraße bis zur Oberwallstraße. Von der Terrasse des Kronprinzenpalais führt eine breite Freitreppe zu einer tieferen Rasenfläche, die östlich von Rosenbeeten und westlich von Baumreihen begrenzt wird. Bis zur südlichen Schinkelklause, wo der Garten mit Sträuchern und Stauden bepflanzt ist, steigt er wieder terrassenförmig an. Im Garten sind die Bronzeplastiken Lebensfreude von Senta Baldamus, Die Sonnenbadende von Gerhard Lichtenfeld und Der Hockende von Gerhard Thieme aufgestellt.
Am 21. Dezember 1972 fand im Kronprinzenpalais ein Buffet anlässlich der Unterzeichnung des Grundlagenvertrages zwischen der DDR und der Bundesrepublik Deutschland statt. Neben dem Gebäude, anstelle des abgerissenen Kommandantenhauses, wurde 1981 vorübergehend das Stein-Denkmal aufgestellt. Am 31. August 1990 wurde im Kronprinzenpalais der Einigungsvertrag unterzeichnet, und der Senat von Berlin übernahm das Gebäude.
In den Jahren nach der Wiedervereinigung war das Kronprinzenpalais als Sitz des Bundespräsidenten im Gespräch. Allerdings löste der Vorschlag Kritik aus, weil das Bundespräsidialamt auch die angrenzenden Liegenschaften für sich beanspruchte. Darunter fiel auch das Prinzessinnenpalais, in dem das Operncafé untergebracht war. Für das Café hätte sich kaum ein adäquater Ersatzort gefunden. Als die Diskussion stärker wurde, zog Bundespräsident Richard von Weizsäcker einen Schlussstrich, indem er 1994 den bisherigen Nebensitz Schloss Bellevue endgültig zum ersten Amtssitz des Bundespräsidenten bestimmte. Während der Sanierung von Schloss Bellevue in den Jahren 2004–2005 nutzte das Bundespräsidialamt das Palais für Staatsempfänge.
Zwischen 1998 und 2003 nutzte das Deutsche Historische Museum während der Sanierung seines Haupthauses, des Zeughauses, das Palais für Wechselausstellungen, die heute in dem neueröffneten Anbau des Museums stattfinden. Auch nach dem Auszug des Historischen Museums wird das Kronprinzenpalais weiter für Ausstellungen und andere Kulturevents genutzt; so war hier 2005 die große Ausstellung „Albert Einstein – Ingenieur des Universums“ zu sehen.
Im Frühjahr 2006 beherbergte das Kronprinzenpalais das interaktive Theaterstück Alma über die Künstlermuse Alma Mahler-Werfel, bei dem die verschiedenen Szenen simultan in allen Räumen des Gebäudes gespielt wurden. Zu diesem Zweck wurde das Palais im Inneren temporär historisch rekonstruiert. Im Herbst 2006 fand im Kronprinzenpalais die kontroverse Ausstellung „Erzwungene Wege – Flucht und Vertreibung im Europa des 20. Jahrhunderts“ statt.
Nach einem Vergleich zwischen dem Land Berlin, dem Bundesamt für zentrale Dienste und offene Vermögensfragen und der Bundesanstalt für Immobilienaufgaben vom 4. April 2012 bleibt die Immobilie im Eigentum der Bundesanstalt für Immobilienaufgaben, die das Gebäude fortan als Veranstaltungsstätte nutzen wird. Das Kronprinzenpalais dient u. a. seit 2015 als Veranstaltungsort der Berlin Fashion Week.